# Ignazio Abate
Ignazio Abate (* 12. November 1986 in Sant’Agata de’ Goti) ist ein italienischer ehemaliger Fußballspieler und heutiger Fußballtrainer. Aktuell trainiert er den italienischen Zweitligisten SS Juve Stabia.

## Spielerkarriere

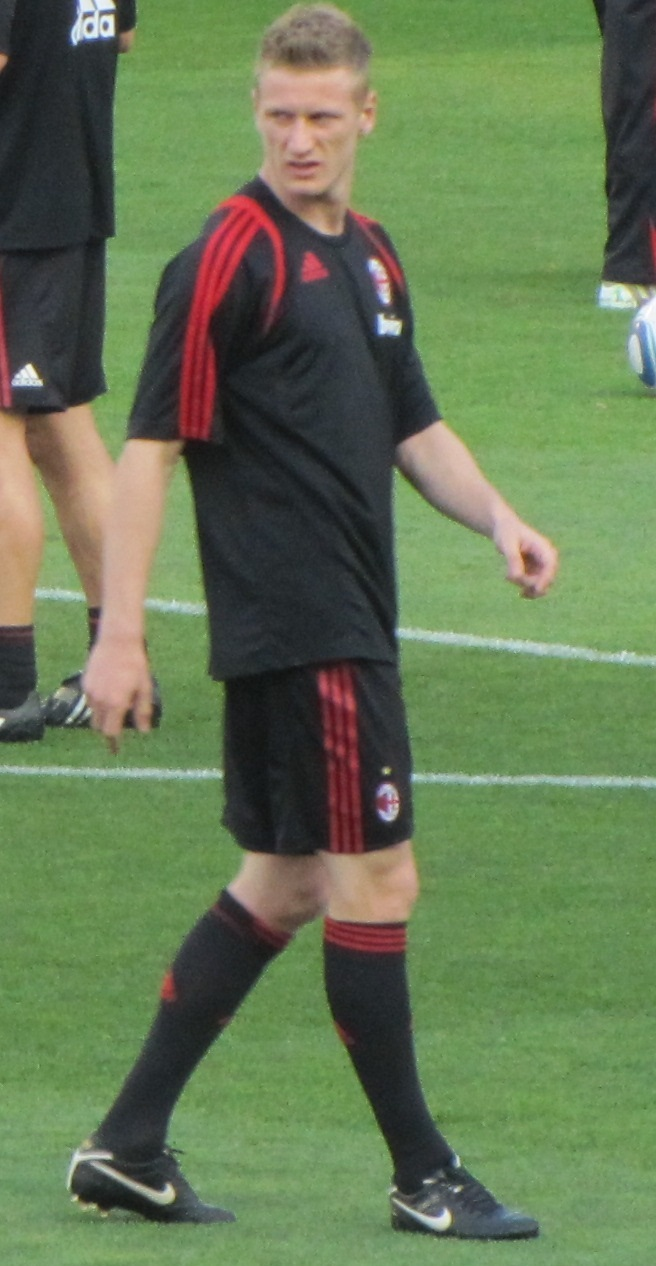
Ignazio Abate (2010)

### Vereine
Abate entstammt der Jugend der AC Mailand. Über Leihstationen bei SSC Neapel, Sampdoria Genua, Piacenza Calcio und dem FC Modena kam er 2007 zum FC Empoli in die Serie B. Im Sommer 2008 wurde er gemeinsam von der AC Mailand und FC Turin verpflichtet, um bei den Turinern Spielpraxis zu sammeln.
Von 2009 bis 2019 absolvierte Abate 243 Ligaspiele für die AC Mailand, wurde in der Saison 2010/11 italienischer Meister. Nach Ablauf seines Vertrages beendete er nach zehn Jahren bei Milan seine Spielerkarriere.

### Nationalmannschaft
Nachdem er bereits mehrere Jugendauswahlen durchlaufen hatte und 2008 im Finale gegen Chile das Turnier von Toulon gewonnen hatte, gehörte Abate zur italienischen Auswahl bei den Olympischen Spielen 2008 in Peking. Bei dem Turnier wurde Abate in allen vier Spielen eingewechselt. Die italienische Auswahl erreichte das Viertelfinale, das jedoch mit 2:3 gegen Belgien verloren ging. Ein Jahr später nahm er mit der U21-Auswahl an der U21-Europameisterschaft 2009 in Schweden teil. Auch bei diesem Turnier war Abate nur Ersatzspieler und wurde bei drei von vier Einsätzen erst im Laufe der 2. Halbzeit eingewechselt. Italien erreichte das Halbfinale und verlor dort knapp mit 0:1 gegen den späteren Europameister Deutschland. Das Halbfinale war zeitgleich auch der letzte Einsatz von Abate in einer italienischen Jugendauswahl.
Nach zweieinhalb Jahren ohne Länderspiel debütierte Abate am 11. November 2011 beim 2:0-Sieg im Freundschaftsspiel gegen Polen in Breslau unter Cesare Prandelli in der italienischen A-Nationalmannschaft. Im Sommer 2012 gehörte er dem italienischen Aufgebot für die Europameisterschaft 2012 in Polen und der Ukraine an. Bei der Europameisterschaft erreichte Italien das Finale, unterlag dort jedoch deutlich mit 0:4 gegen Titelverteidiger Spanien. Abate stand in einem Gruppenspiel, im Viertelfinale und im Finale in der Startelf der italienischen Auswahl. Ein Jahr später folgte für Abate die Teilnahme am FIFA-Konföderationen-Pokal 2013. Bei dem Turnier kam Abate nur in der Gruppenphase zum Einsatz und verpasste die Finalrunde verletzungsbedingt. Nach der Halbfinalniederlage gegen Spanien sicherten sich Italien im Spiel um Platz 3 gegen Uruguay die Bronzemedaille. Sein erstes Länderspieltor erzielte Abate am 15. November 2013 gegen Deutschland, als er beim 1:1-Unentschieden den Ausgleich für Italien erzielte. Im Jahr 2014 nahm Abate mit der Nationalmannschaft an der Weltmeisterschaft in Brasilien teil. Dort kam er nur bei der Niederlage im zweiten Gruppenspiel gegen Costa Rica zum Einsatz und nach einer weiteren Niederlage gegen Uruguay schied Italien bereits in der Gruppenphase aus dem Turnier aus. Nach der Weltmeisterschaft absolvierte Abate am 31. März 2015 im Freundschaftsspiel gegen England sein 22. und zugleich letztes Länderspiel für Italien.

### Erfolge

#### Vereinstitel
- Italienischer Meister: 2010/11 (AC Mailand)
- Italienischer Superpokalsieger (2): 2011, 2016 (AC Mailand)
- Italienischer U17-Jugendmeister: 2002/03[11] (AC Mailand)

#### Nationalmannschaft
- Turnier von Toulon: 2008
- Vize-Europameister: 2012
- 3. Platz beim FIFA-Konföderationen-Pokal: 2013

## Trainerkarriere
Zur Spielzeit 2021/22 übernahm Abate die U16-Jugendauswahl der AC Mailand. Bereits in seiner ersten Saison führte er das Team ins Finale der nationalen U16-Jugendliga, das jedoch mit 0:1 gegen die AS Rom verloren ging. Nach diesem erfolgreichen Einstand übernahm Abate zur Saison 2022/23 direkt die U19-Jugendmannschaft der AC Mailand. In seiner ersten Spielzeit erreichte das Team erstmals in der Vereinsgeschichte das Halbfinale der UEFA Youth League, unterlag dort jedoch dem kroatischen A-Juniorenmeister Hajduk Split mit 1:3. In der Saison 2023/24 erreichte das Team erneut die Finalrunde der UEFA Youth League, musste sich jedoch im Finale Olympiakos Piräus klar mit 0:3 geschlagen geben.
Im Sommer 2024 übernahm er Absteiger Ternana Calcio in der Serie C. Seine Amtszeit begann mit dem frühen Aus in der 1. Runde der Coppa Italia Serie C gegen den FC Casertana, doch anschließend etablierte sich der Verein in der Liga als fester Bestandteil im Aufstiegskampf. Unter seiner Leitung gewann Ternana 21 von 34 Ligaspielen und verlor nur vier Partien.  Bereits Anfang Februar 2025 wurde Abate nach Streitigkeiten mit dem Vereinspräsidenten über die Einsatzzeiten seines Sohnes Mattya D'Alessandro von seinem Amt freigestellt. Nach Protesten der Spieler und einer Krisensitzung mit der Vereinsführung wurde diese Entscheidung jedoch zurückgenommen. Zwei Monate später wurde er nach der Niederlage gegen Lucchese 1905 entlassen, obwohl das Team zu diesem Zeitpunkt auf dem 2. Tabellenplatz stand.
Zur Saison 2025/26 übernahm Abate den italienischen Zweitligisten SS Juve Stabia.

## Privates
Ignazio Abate ist der Sohn des ehemaligen Torhüters und aktuellen Torhütertrainers Beniamino Abate. Er ist verheiratet und hat drei Kinder.